# Guy Forget (homme politique)
Pour les articles homonymes, voir Guy Forget (homonymie).
Sir Guy Forget est un journaliste et homme politique mauricien né le 6 août 1902 à Beau-Bassin et mort à Paris 7e le 3 janvier 1972.

## Biographie
Né à Beau-Bassin en 1902, Guy Forget est issu d'une famille de la petite bourgeoisie mauricienne ne disposant que de peu de resources financières. Après avoir passé sa scolarité au Collège royal de Curepipe, il finit par devenir avoué et exerce cette profession jusqu'en 1959.
Il entre dans la sphère publique en devenant conseiller municipal de Port-Louis en 1940. Il accompagne ensuite, dès le début des années 1950, le Parti travailliste mauricien, dont il est le président de 1956 à 1959. À compter de cette date, il détient différent portefeuilles ministériels jusqu'en 1968.
Auparavant, homme de lettres, il fonde en 1963 un quotidien intitulé L'Express, dont il est le premier président. Son fils Philippe, né en 1927, s'intègre à la rédaction peu après le lancement du titre, puis en devient le directeur.
Guy Forget est nommé ambassadeur de Maurice en France en 1968, année de l'indépendance de son pays. Il meurt à Paris en 1972. 

## Hommages
Son nom a depuis été donné à un lycée de Flacq.